# Bilans wodny (fizjologia)
Bilans wodny (także: bilans wody, bilans płynów) – ilość wody w ciałach organizmów żywych, w tym także człowieka, która jest dostarczana i usuwana z ustroju za pomocą różnych mechanizmów regulujących poziom płynów w organizmie. Zadaniem tych procesów jest utrzymanie prawidłowego stopnia nawodnienia ustroju – bilans wodny jest zatem elementem homeostazy organizmu. W stanie zdrowia ilość wody traconej przez organizm powinna być równa ilości wody przyjmowanej; w takiej sytuacji bilans jest zerowy. Organizm traci płyny w sposób widoczny z moczem i kałem, natomiast tak zwane niewidoczne straty odnoszą się do wody uciekającej przez skórę, traconej z potem i z powietrzem usuwanym z płuc. Z kolei przyjmowanie wody odbywa się poprzez picie płynów i jedzenie pokarmów; ponadto woda nieustannie powstaje w organizmie w przebiegu różnorakich procesów chemicznych.
| Podaż wody                     | Podaż wody | Utrata wody                    | Utrata wody |
| ------------------------------ | ---------- | ------------------------------ | ----------- |
| Płyny                          | 1000 ml    | Parowanie przez skórę          | 500 ml      |
| Woda w pokarmie                | 1200 ml    | Wydychanie pary wodnej         | 350 ml      |
| Woda metaboliczna              | 300 ml     | Stolec                         | 150 ml      |
| Woda metaboliczna              | 300 ml     | Mocz                           | 1500 ml     |
| Całkowita ilość wody przyjętej | 2500 ml    | Całkowita ilość wody utraconej | 2500 ml     |

Patologią związaną z nadmiarem wody w organizmie jest przewodnienie, zaś niedobór wody w organizmie nazywany jest odwodnieniem.

## Zawartość wody w organizmie człowieka
Woda całkowita u człowieka stanowi około 45-65% masy ciała (średnio 60%). Jest zależna od zawartości tkanki tłuszczowej w organizmie, płci i wieku. Tłuszcz zgromadzony w tkankach zawiera zaledwie 10% wody, dlatego u osób otyłych całkowita woda może stanowić tylko 45% organizmu. Z tego samego względu ilość wody całkowitej jest odrobinę mniejsza u kobiet. Ilość wody maleje wraz z wiekiem, np. woda stanowi 76% masy ciała noworodka i do końca pierwszego roku życia obniża się do 65% masy ciała

## Zapotrzebowanie
| Grupa      | Wiek (lata)        | Woda z pokarmów i napojów (ml/d) |
| ---------- | ------------------ | -------------------------------- |
| Niemowlęta | 0-6 miesięcy       | 100-190/kg masy ciała            |
| Niemowlęta | 6 miesięcy - 1 rok | 800-1000                         |
| Dzieci     | 1-3                | 1250                             |
| Dzieci     | 4-6                | 1600                             |
| Dzieci     | 7-9                | 1750                             |
| Chłopcy    | 10-12              | 2100                             |
| Chłopcy    | 13-15              | 2350                             |
| Dziewczęta | 10-12              | 1900                             |
| Dziewczęta | 13-15              | 1950                             |
| Mężczyźni  | od 16 roku życia   | 2500                             |
| Kobiety    | od 16 roku życia   | 2000                             |
| Ciąża      | Ciąża              | 2300                             |
| Laktacja   | Laktacja           | 2700                             |

### Czynniki wpływające na zapotrzebowanie na wodę
Podzielić je można na dwie grupy: osobnicze i środowiskowe. Do pierwszej grupy można zaliczyć podeszły wiek, który zmniejsza zapotrzebowanie na wodę; natomiast do czynników osobniczych zwiększających podaż wody należą: ciąża, laktacja, czy wysiłek fizyczny. W różnych stanach chorobowych ilość wody, którą człowiek powinien przyjmować może rosnąć (np. wymioty, biegunki, gorączka) bądź maleć (z powodu gromadzenia nadmiaru wody w organizmie, np. w niewydolności serca, zespole nerczycowym).
Do warunków środowiskowych wpływających na zwiększenie podaży wody należą: wysoka temperatura powietrza, niska wilgotność oraz pozostawanie na dużych wysokościach nad poziomem morza. W tych sytuacjach wzrastają straty wody przez skórę oraz układ oddechowy. Wpływ na ilość przyjmowanej wody ma również dieta - nadmierne spożycie białka i małej ilości węglowodanów powoduje konieczność wydalenia z organizmu wody wraz z dodatkowymi produktami przemian metabolicznych.  Przy wyższej podaży soli oraz dużego udziału błonnika w diecie zachodzi potrzeba obniżenia osmolalności płynów ustrojowych oraz pokrycie wyższej strat wody wraz z kałem. Kofeina  i alkohol również powodują odwodnienie.

## Źródła wody w diecie
Na gospodarkę wodną, poza piciem wody, wpływ ma też woda zawarta w pokarmach i napojach, które zawierają bardzo różne jej ilości:
Napoje zawierają od 99,9g do 68,3g wody na 100 g. Zaliczają się do nich soki z owoców i warzyw a także nektary, mleko, kawę, herbatę, napoje alkoholowe i bezalkoholowe.
| Rodzaj               | Średnia zawartość wody (g) |
| -------------------- | -------------------------- |
| Kawa i herbata       | 99,7                       |
| Soki                 | 88,8                       |
| Napoje bezalkoholowe | 90,4                       |
| Nektary              | 88,6                       |
| Napoje alkoholowe    | 83,6                       |
| Mleko                | 88,1                       |

Zupy zawierają od 70,4g wody w żurku do 96,3g w zupie pomidorowej.
Wszystkie świeże owoce i warzywa, z wyjątkiem roślin strączkowych, posiadają co najmniej 70g/100g.
| Grupa warzyw i owoców      | Zawartość wody w 100 g (g) | Przykłady owoców i warzyw                                                                                     |
| -------------------------- | -------------------------- | --- |
| O dużej zawartości wody    | >90                        | bakłażan, cukinia, kalafior, ogórek, kapusta pekińska, pomidor, papryka, rzodkiewka, sałata, arbuz, truskawki |
| O średniej zawartości wody | 70-90                      | większość warzyw i owoców                                                                                     |
| O małej zawartości wody    | <20                        | fasola biała, groch, soczewica, soja                                                                          |

W pozostałych grupach produktów żywnościowych zawartość wody może wynosić od 0g/100g produktu w tłuszczach, cukrze i wybranych słodyczach przez 20-50g/100g produktu w serach, produktach zbożowych, przetworach owocowych i warzywnych, po około 70-80g/100g w jajach, rybach, mięsie, innych przetworach mlecznych.